# La Habana Vieja
Pour les articles homonymes, voir Habana.
La Habana Vieja (en français : « la vieille Havane ») est l'une des quinze municipalités de la ville de La Havane à Cuba. Contenant le centre historique de la ville, cette zone a été reconnue au patrimoine mondial de l'UNESCO pour son « mélange intéressant de monuments baroques et néoclassiques », ainsi « qu'un ensemble homogène de maisons avec des arcades, des balcons, des grilles en fer forgé et des cours intérieures ».

## Géographie
La municipalité s'étend sur la rive ouest de la baie de La Havane face aux municipalités havanaises de Regla et La Habana del Este. À l'ouest, elle est bordée par les municipalités de Centro Habana et Cerro, tandis qu'au sud elle est limitrophe de celles de Diez de Octubre et San Miguel del Padrón.
Après Centro Habana, c'est la plus petite des municipalités havanaise puisqu'elle s'étend sur 5 km2. Elle est également l'une des moins peuplées, comptabilisant 95 383 habitants.
On y trouve notamment la gare centrale.

## Histoire
La vieille Havane a été fondée par les Espagnols en 1519 dans le port naturel de la baie de La Havane. Elle est devenue un point d'arrêt pour les galions espagnols chargés de trésors faisant escale entre le Nouveau et l'Ancien Monde. L'ancienne ville est formée à partir du port, du centre officiel et de la Plaza de Armas. En 1555, le corsaire français huguenot Jacques de Sores pris La Havane facilement, pillé la ville et brûlé maints édifices. De Sores quitta finalement la ville sans avoir obtenu l'énorme richesse qu'il espérait y trouver. Il laissait une cité dévastée. À la suite de cet événement, les Espagnols augmentèrent le nombre de soldats et commencèrent la construction des forteresses et des enceintes pour protéger la ville. Le Castillo de la Real Fuerza fut la première forteresse construite; débutée en 1558, la construction a été supervisée par l'ingénieur Bartolomé Sanchez. 
Au XVIIe siècle, elle a été l'un des principaux centres de construction navale. La ville a été construite en style baroque et néoclassique. De nombreux bâtiments sont tombés en ruine dans la deuxième moitié du XXe siècle, mais un certain nombre sont en cours de restauration. 
La vieille Havane ressemble à Cadix et Tenerife. On y trouve tous les grands monuments anciens, les forts, les couvents, les églises, les palais, les ruelles, les monuments à arcades, … et la densité humaine. L'État cubain a fait d'énormes efforts pour préserver et restaurer la Vieille Havane, grâce à l'Office historique de la Ville, dirigé par Eusebio Leal (en).
La place centrale située devant l’ancien monastère « San Francisco de Asís » dans la vieille ville de La Havane a été choisie pour une exposition des « United Buddy Bears ». 128 ours, représentant 128 pays, étaient « la main dans la main » et symbolisaient ainsi le message de coexistence pacifique.

## Principaux sites touristiques
- Le fort El Morro (Castillo de los Tres Reyes del Morro), situé sur la rive nord-est du canal d'accès au port, pour défendre l'entrée nord de la ville, nommé d'après les trois rois mages de la Bible. Il a été construit entre 1589 et 1630 pour protéger l'entrée de la baie et du port.
- La forteresse San Salvador de la Punta, sur la rive ouest, en face du château d'El Morro, au début du Malecón. La forteresse de San Salvador de la Punta possède des dimensions architecturales mineures. Elle a été construite en 1590, et en 1629 le chapitre de La Havane décidait, afin de mieux défendre le port, de la relier la nuit avec El Morro à l'aide d'une grosse chaîne pour empêcher l'entrée des navires ennemis.
- La forteresse de la Cabaña, construite en 1763 par l'Espagne à l'entrée du port derrière le fort El Morro, alors que Cuba était l'une de ses colonies.
- La plaza de Armas est la place touristique principale. L'origine de son nom “place d'armes” est militaire. Dès la fin du XVIe siècle, les cérémonies et les événements militaires avaient lieu ici.
- Le palacio de los Capitanes Generales, résidence des gouverneurs de Cuba, construit en 1776 et qui accueille à présent le musée de la ville.
- Le castillo de la Real Fuerza, la forteresse ou (lit.) “Château de la Force Royale” est un autre grand monument qui ferme la Plaza de Armas. C'était la première grande fortification de la ville, initiée en 1558 sur les ruines d'une ancienne forteresse. La même année, la Couronne d'Espagne envoyait à Cuba l'ingénieur Bartolomé Sanchez, encadré par 14 officiels et des tailleurs de pierre afin de reconstruire le château, qui avait été mis à feu et détruit par le corsaire français Jacques de Sores.
- La cathédrale de San Cristóbal est le bâtiment le plus important sur la Plaza de la Catedral. Elle a été élevée après 1748, sur une chapelle existante, sur ordre de l'évêque de Salamanque, Jose Felipe de Trespalacios. C'est une des plus belles et des plus sobres églises du baroque américain.
- La basilique San Francisco de la Havane, l'ensemble de l'église et du couvent de Saint François d'Assise, date de 1608 et a été reconstruit en 1737.
- El Capitolio, siège de l'académie des Sciences construit entre 1920 à 1929, qui doit son nom à sa ressemblance avec le Capitole des États-Unis à Washington DC.
- Le musée national des beaux-arts de Cuba, réparti dans deux bâtiments : un bâtiment moderne, le Palacio de Bellas Artes, qui abrite les collections d'art cubain, et un bâtiment ancien, le Palacio del Centro Asturiano, qui abrite le reste des collections.
- Le musée de la Révolution, situé dans l’ancien palais du dictateur Fulgencio Batista construit en 1913, qui présente une vision complète de l'histoire des luttes du peuple cubain pour son indépendance.
- Le Grand Théâtre de La Havane, siège du Ballet nacional de Cuba, inauguré en 1838 et restauré dans un style néobaroque entre 1908 et 1914.
- L'immeuble Bacardí, construit en 1930 dans le style art déco pour accueillir le siège de Bacardí.
- Le Paseo del Prado, avenue qui sépare le quartier d'Habana Vieja de celui de Centro Habana jusqu'au Malecón, tracée en 1772 et réaménagée en promenade en 1928 par l'architecte français Jean Claude Nicolas Forestier.
- La Plaza Vieja, dessinée en 1559, entourée de riches habitations de l'époque coloniale.
- L'hôtel Ambos Mundos, La Floridita, La Bodeguita del Medio : hôtel et bars cubains fréquentés par l'écrivain américain Ernest Hemingway entre 1928 et 1960.
- L'église de l'Esprit-Saint (Iglesia del Espíritu Santo) est l'une des plus anciennes églises de La Havane.